# ستيوارت فوربس
ستيوارت فوربس (بالإنجليزية: Stuart Forbes)‏ هو لاعب كرة قدم أمريكية أمريكي، ولد في 26 ديسمبر 1876 في كوبدن في الولايات المتحدة، وتوفي في 5 يوليو 1958.